# Эдкок, Фрэнк
Сэр Фрэнк Эзра Эдкок (англ. Frank Ezra Adcock; 15 апреля 1886, г. Десфорд, Лестершир, Англия — 22 февраля 1968, Кембридж) — британо-английский историк-антиковед. Профессор Кембриджского университета (1925—1951), член Британской академии (1936). Рыцарь. Во время обеих мировых войн работал в качестве криптографа.

## Академическая карьера
Окончил кембриджский Королевский колледж. С 1911 года преподавал здесь же античную историю. В 1925 избран профессором по кафедре древней истории (Chair of Ancient History) Кембриджского университета и занимал её до 1951 году (вплоть до своей отставки).
Являлся одним из редакторов первой версии «Кембриджской истории Древнего мира», (издавалась с 1923 по 1939 год). Вместе с С. А. Куком входил в состав редакционной коллегии всех двенадцати томов этой знаменитой серии. Кроме того, в данном издании его перу принадлежат десять глав.

## Криптографическая служба
Во время Первой мировой войны работал шифровальщиком в «Комнате 40». С 1939 по 1943 являлся сотрудником Блетчли-Парк (Bletchley Park, иначе Station X) — крупнейшего британского аналитического и шифровального центра, функционировавшего в период обеих мировых войн.

## Книги
- Thucydides and his history. (Фукидид и его историописание).
- Greek and Macedonian Art of War. (Греческое и македонское военное искусство).
- Roman Political Ideas and Practice. (Римские политические идеи и политическая практика).
- The Roman Art of War under the Republic. (Римское военное искусство в период Республики).
- Diplomacy in Ancient Greece. (Дипломатия в древней Греции).
- Marcus Crassus, millionaire. (Марк Красс, миллионер).